# Đường IS
Đường IS biểu thị tập hợp các mức lãi suất và thu nhập cân bằng thị trường hàng hóa vĩ mô. IS là kết hợp hai chữ cái viết tắt của Investment và Saving trong tiếng Anh, nghĩa là đầu tư và tiết kiệm. Đường IS được sử dụng trong phân tích IS-LM.

## Giả thiết

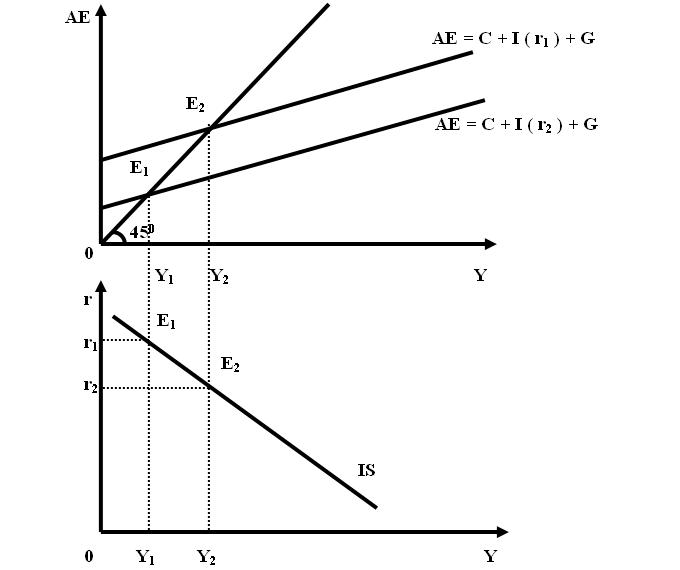
Hình mô tả cách xây dựng đường IS

- Đầu tư I là hàm số của lãi suất thực tế r: I = I (r).

Đầu tư giảm nếu lãi suất tăng (dI/dr<0). (Xem thêm hàm số đầu tư)
- Tiết kiệm S là hàm số của thu nhập Y: S = Y - C

Tiết kiệm tăng khi thu nhập tăng (dS/dY>0). Xem thêm hàm số tiết kiệm).
Ở đây lưu ý là thu nhập bằng với sản lượng bằng với tổng chi tiêu (chi tiêu dùng + chi đầu tư tư nhân + chi tiêu ròng chính phủ + xuất khẩu ròng). Khi một trong các loại chi tiêu này thay đổi, thì tổng chi tiêu sẽ thay đổi, hay thu nhập sẽ thay đổi.
Y = C + I + G + NX
- Thị trường hàng hóa vĩ mô ở trạng thái cân bằng, do đó: I = S.

## Thành lập mô hình
- Lãi suất r tăng, khiến cho đầu tư I giảm đi.
- Tiết kiệm S luôn bằng đầu tư I, nên khi đầu tư giảm thì thu nhập Y phải giảm để cho tiết kiệm giảm xuống.
- Biểu diễn quan hệ nghịch đảo giữa lãi suất r và thu nhập Y để đảm bảo cần bằng thị trường hàng hóa vĩ mô này trên đồ thị hai chiều với trục hoành là các mức thu nhập Y, còn trục tung là các mức lãi suất r, ta sẽ có một đường IS là tập hợp của các mức tiết kiệm và thu nhập bằng nhau làm cân bằng thị trường hàng hóa vĩ mô. Đường này dốc xuống phía phải.
- Phương trình đường IS: Y = C (Y - T) + I (r) + G

## Vận dụng mô hình
- Vì nguyên nhân nào đó (chính phủ tăng chi tiêu hoặc giảm thuế dẫn tới chi tiêu ròng của chính phủ tăng lên (xem Chính sách tài chính), lãi suất r không đổi mà đầu tư I lại tăng lên. Tiết kiệm S phải tăng theo đầu tư. Và thu nhập Y phải tăng lên để cho tiết kiệm tăng. Khi r không đổi mà Y tăng, đường IS dịch song song sang phía phải của đồ thị.
- Ngược lại, khi r không đổi mà Y giảm, đường IS dịch song song sang phía trái.

## Các yếu tố làm dịch chuyển IS
- G (chi tiêu chính phủ), T (thuế): Chính phủ sử dụng chính sách tài khóa làm tăng G (giảm T) sẽ làm IS dịch chuyển sang phải.
- Cú sốc ngoại sinh: Cú sốc ngoại sinh của người tiêu dùng,nhà đầu tư làm tăng I (đầu tư),C (chi tiêu cá nhân) ngoại sinh sẽ làm dịch chuyển IS phải.

## Độ dốc của đường IS
Đường IS có độ dốc âm: bởi vì r(lãi suất),I(đầu tư) có quan hệ ngược chiều với nhau.Độ dốc của IS phụ thuộc vào độ nhạy cảm của I(đầu tư) phản ánh qua lãi suất,giá trị của số nhân chi tiêu.
- Sự nhạy cảm của đầu tư với lãi suất:
  - Đầu tư rất nhạy cảm:một sự thay đổi nhỏ của lãi suất cũng làm cho đầu tư và chi tiêu thay đổi một lượng lớn => thu nhập thay đổi nhiều,đường IS sẽ thoải.
  - Đầu tư ít nhạy cảm:ngược lại.
- Giá trị của số nhân chi tiêu(m):
  - Nếu số nhân chi tiêu lớn thì thu nhập cân bằng tăng nhiều.Do vậy đường IS sẽ thoải.
  - Nếu số nhân chi tiêu nhỏ thì ngược lại.

## Các trường hợp đường IS đặc biệt
Trong mô hình trên, chúng ta thấy một đường IS trơn tru, dốc xuống phía phải. Song có những trường hợp đặc biệt, đường IS sẽ không phải như vậy.
- Đường IS thẳng đứng:

Trong mô hình chuẩn trình bày ở trên, chúng ta giả thiết là đầu tư I là hàm số giảm của lãi suất r. Tuy nhiên, nếu nới lỏng giả thiết này, và cho rằng đầu tư hoàn toàn không có phản ứng gì khi lãi suất thay đổi (dI/dr=0). Khi ấy tiết kiệm S cũng không hề thay đổi. Thu nhập Y cũng không thay đổi. Tóm lại, dù lãi suất thay đổi, nhưng thu nhập không đổi. Đường IS vì thế thẳng đứng.
- Đường IS nằm ngang:

Giả dụ, bây giờ đầu tư I lại phản ứng mạnh vô hạn với những thay đổi của lãi suất r. Lúc này đường IS sẽ nằm ngang.